# Manfredi Nicoletti
Manfredi Nicoletti (Rieti, 16 giugno 1930 – Roma, 29 ottobre 2017) è stato un architetto e saggista italiano.

## Biografia
È considerato un pioniere della progettazione bioclimatica urbana e architettonica. Negli anni ‘70 il suo libro dal titolo l' Ecosistema Urbano - termine da lui stesso coniato - apre le tematiche ambientali a valori psico-culturali coinvolgendo nei suoi studi in maniera interdisciplinare professionisti specializzati in diversi campi tra i quali Roberto Vacca, Anna Lorenzetto, Fulco Pratesi, Paolo Marconi, Franco Evangelisti.
Ha fondato e diretto all'Università “La Sapienza” di Roma il corso di "Morfologia ed Ecologia Urbana" nel 1972 e in seguito nel 1995 quello di "Architettura Ecosistemica".
Consigliere esperto in ecologia urbana per il Governo Italiano e la Comunità Europea, è membro Eurosolar e PLEA (Passive and Low Energy Association). Ha vinto il premio internazionale WREN (World Renewable Energy Network).
Inizia il suo percorso artistico e intellettuale presso lo studio di Giacomo Balla a Roma.
Allievo di Pierluigi Nervi e laureato in architettura all'Università Valle Giulia di Roma nel 1954, anno in cui si reca con una borsa di studio Fulbright al Massachusetts Institute of Technology, dove consegue il Master nel 1955.
Durante questo periodo è allievo di Buckminster Fuller, Pietro Belluschi, Eero Saarinen, Louis Kahn e lavora presso lo studio di Walter Gropius e come assistente di Sigfried Giedion all'Università di Harvard. Fino al 1957 collabora con lo studio di Minoru Yamasaki.
Tornato in Italia apre il suo studio a Roma e collabora con Pierluigi Nervi; divenuto membro dell'Istituto Nazionale di Urbanistica, è fra i cofondatori assieme a Bruno Zevi dell'INARCH - Istituto Nazionale di Architettura.
Nel 1962 ritorna al M.I.T. con uno Sloan Grant, e diventa membro del Joint Center for Urban Studies. Fra il 1963 e il 1964 viaggia in Europa, Medio Oriente e Asia sviluppando gli studi sull'architettura delle caverne dai quali nasce il saggio L'Architettura delle Caverne che ha ricevuto il premio internazionale del Comité International des Critique d'Architecture.
Nel 1963 diventa docente di architettura presso la Rhode Island School of Design.
Nel 1965 fonda assieme a Paul Maymont, Yona Friedman e Michel Ragon il GIAP.
Ha insegnato a L'Aquila e a Roma ed ha avuto la cattedra di professore ordinario di composizione architettonica a Palermo dal 1980 e a Roma dal 1988. È stato Professore Emerito dell'Università “La Sapienza” di Roma.
A partire dal 1978, e per più di un decennio, si è dedicato a una stretta collaborazione editoriale con la casa editrice Laterza e in particolare con l'allora direttore editoriale Enrico Mistretta, pubblicando varie opere, fra le più importanti della sua produzione scientifica.
Ai suoi studi si deve la riscoperta dell'architetto Raimondo D'Aronco del quale ha scritto la prima monografia dedicata alle sue architetture Liberty nel 1955 alla quale ne è seguita una seconda nel 1982.
Vice Presidente dell'International Academy of Architecture e Honorary Fellow dell'American Institute of Architects e del Royal Architectural Institute of Canada.
Ha fondato nel 2005 assieme a Luca Francesco Nicoletti e a Giulia Falconi lo Studio Nicoletti Associati.
Gli archivi di Manfredi Nicoletti sono custoditi presso il CSAC, ed in parte nelle collezioni del FRAC (Fonds régional d'art contemporain) e del NMNM, il Nuovo Museo Nazionale del Principato di Monaco.

## Opere principali

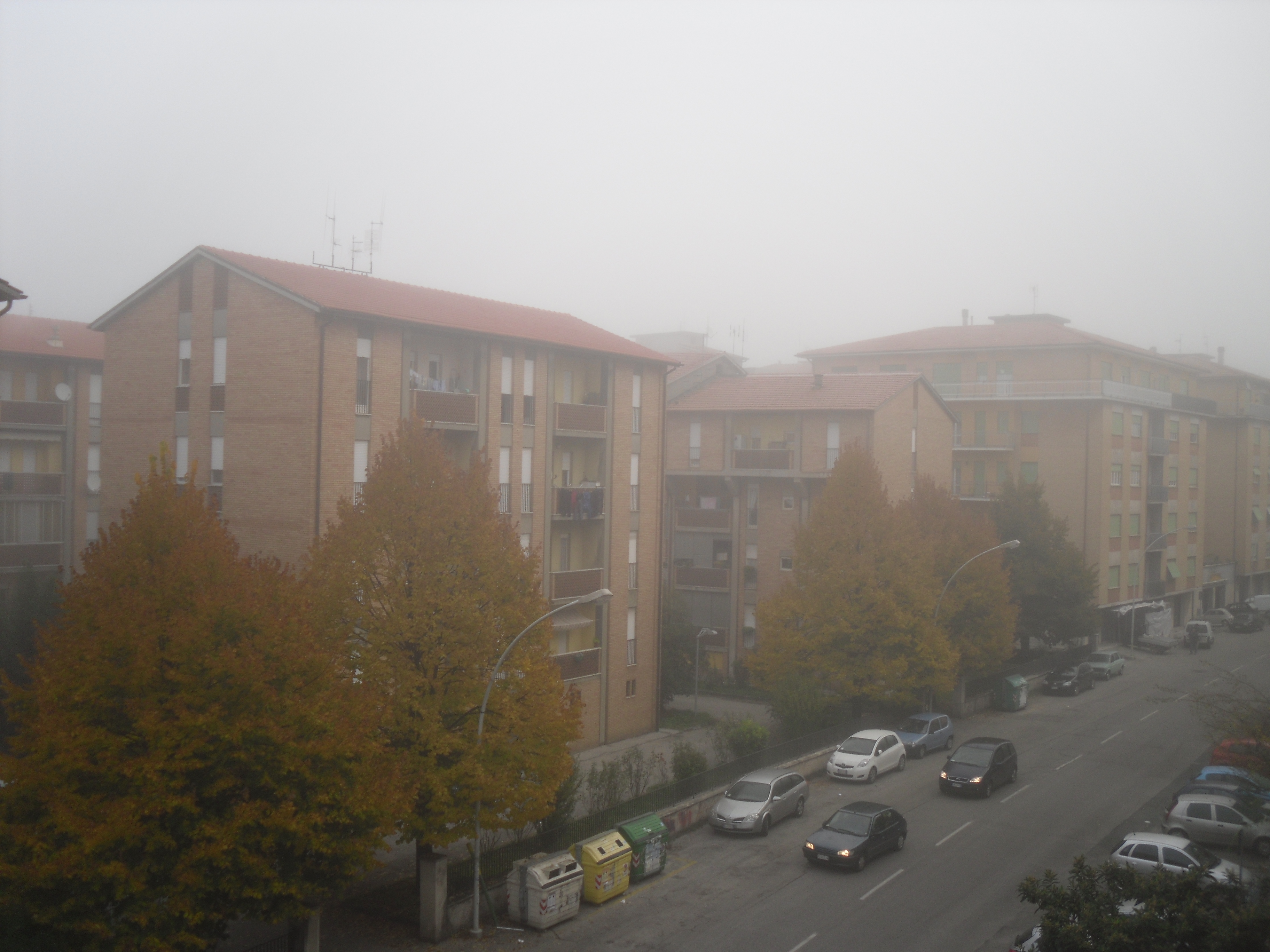
Il complesso di edilizia popolare di Via Paolessi a Rieti (1964)

- Complesso PEEP di Via Paolessi, Rieti (1964)[3]
- Penisola Artificiale di Fontvieille, Principato di Monaco (1968)
- Grattacielo Elicoidale, New York (1968)
- Ponte sullo Stretto di Messina (1968)
- Uffici Fideuram, Napoli (1970)
- Aeroporto di Reggio Calabria (1974)
- Lungomare di Reggio Calabria (1976)
- Complesso PEEP, Gela (1976)
- Piano Particolareggiato di Gela (1978)
- Aerostazioni di Trapani, Lampedusa e Pantelleria (1978)
- Aeroporto e Torre di Controllo, Catania (1978)
- Casa Moncada, Bagheria (1987)
- Città universitaria di Udine (1990)
- Ospedale Generale di Agrigento (1991)
- Piano Regolatore Generale di Rieti (1992)
- Museo di Zoologia di Roma (1998)
- Serra scientifica per farfalle tropicali, Università di Catania (2000)
- Museo di Zoologia di Catania (2000)
- Palazzetto dello sport, Palermo (2001)
- Sala Conferenze della Camera dei Deputati a Palazzo Marini, Roma (2002)
- Comando Provinciale dei Carabinieri, Rieti (2002)
- Millennium Park, Abuja Nigeria (2003)
- Palazzo di Giustizia di Lecce (2004)

- Piazza Unità d'Italia, Rieti (2004)

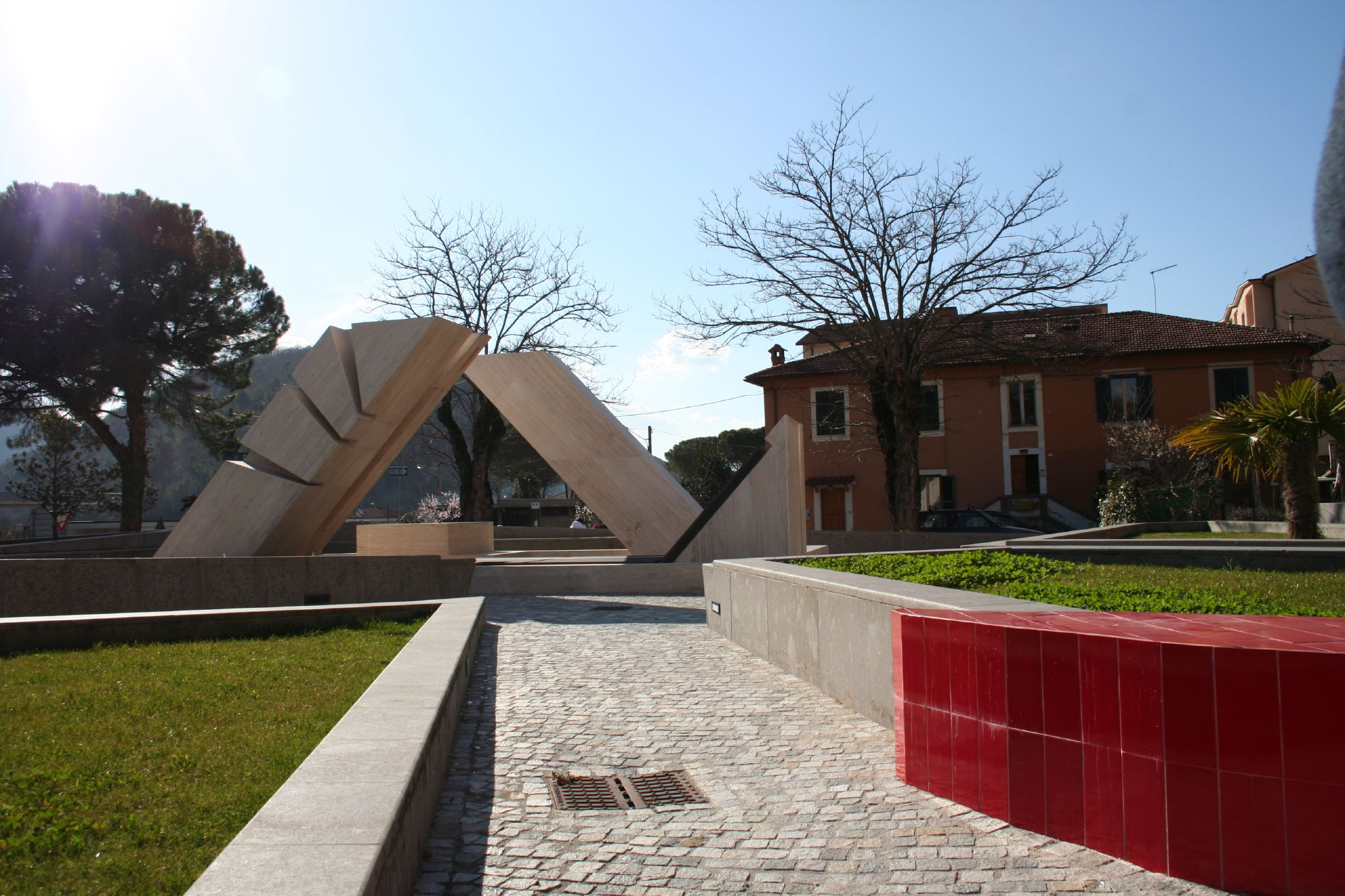
Piazza Unità d'Italia a Rieti (2004)

- Palazzo di Giustizia, Arezzo (2008)
- Kazakhstan Central Concert Hall, Astana Kazakhstan (2009)
- Petaling Jaya Exhibition Hall, Kuala Lumpur Malaysia (2010)

## Pubblicazioni
- "La Storia di quando Frascati divenne New York", Bellanca, Roma 1963
- "L'Ecosistema Urbano", Dedalo, Bari 1978
- "L'Architettura Liberty in Italia", Laterza, Roma-Bari 1978
- "L'Architettura delle Caverne", Laterza, Roma-Bari 1980
- "D'Aronco e l'architettura liberty", Laterza, Roma-Bari 1982
- "La città del 2000" in: AA.VV. “Verso il 2000”, Laterza, Roma-Bari 1984
- "Dentro l'architettura moderna", Laterza, Roma-Bari 1984
- "Architettura e paesaggio nello Yemen del nord", Laterza, Roma-Bari 1985
- "L'avventura del progetto", Laterza, Roma-Bari 1991
- "Architettura Ecosistemica", Gangemi, Roma 1998
- "Sergio Musmeci. Organicità di forme e forze nello spazio", Testo & Immagine, Torino 1999
- "Claude Parent. La funzione obliqua", Testo & Immagine, Torino 2003